# Emden (Baixa Saxònia)
Emden és una ciutat del nord-oest d'Alemanya, que pertany a l'estat de la Baixa Saxònia. És al costat del riu Ems, a la regió de Frísia oriental, té l'estatut de ciutat independent. Antigament, la ciutat va rebre els noms d'Amuthon, Embda, Emda i Embden. És a més una ciutat costanera, amb un dels més importants ports comercials del Mar del Nord, al qual accedeix gràcies a la seva situació en el golf de Dollart.

## Història
Es desconeix la data exacta en la qual es fundà Emden, però es té constància de la seva existència des del segle viii. En 1495, l'emperador Maximilià I del Sacre Imperi Romanogermànic, que en aquell temps encara era rei, va concedir a la ciutat el seu escut actual, l'Engelke up de Muer (en alemany actual Engelchen auf der Mauer, «Àngel sobre la muralla»). A la fi del segle xv Emden també rebria del mateix emperador el seu dret d'emmagatzematge (stapelrecht), dret que es concedia a la ciutat i pel qual s'obligava els comerciants que romanguessin més de tres dies a la localitat, a vendre allà les seves mercaderies. Aquest dret va ser abolit amb la creació de la Unió Duanera del Nord d'Alemanya el 1834.
Durant la Segona Guerra Mundial, la ciutat patí els primers bombardeigs aliats, quedant en més d'un 90% arrasada.
Avui en dia, es tracta d'una de les ciutats més pròsperes de la regió de Frísia Oriental (Ostfriesland), i n'és considerada la seva capital, al nord de la Baixa Saxònia (Niedersachsen). Destaca per tenir la tercera major fàbrica d'automòbils Volkswagen d'Alemanya, pel seu important port, a l'estuari del riu Ems, i per la seva coneguda Universitat politècnica (Fachhochshule Oldenburg/Ostfriesland/Wilhelmshaven).